# Rozmowy s catem
Rozmowy s catem – album muzyczny nagrany przez Mazzolla, Kazika i Arhythmic Perfection.
Album został wydany w 1997 roku, natomiast w 2024 roku ukazała się jego reedycja na płycie winylowej i kasecie.

## Lista utworów
1. Mózg nie jest w głowie
2. Canadians in Heaven (dedicated to R. Lussier)
a) trzy kwadranse gówna
b) niech żyje polski dżez
3. Listy Schindlera (oblężenie)
4. Wszyscy Polacy
5. Pranie brudów (trad. Sowieci)
6. Ostatni dzień na Słońcu
7. Oto nadchodzi Pan (ale który?)
8. Ta ohydna siła, czyli wolne związki
9. (Mózg) jest w głowie
10. Rozwój potęgi woli cz. II (niech im ziemia lepką będzie)
11. Sziwy w zawieszeniu (trad. Sivy)
12. Wąsacze na maszt (rebelia)
13. Nie ma towaru w mieście (wersja twarda)
14. Kapa Kazika
15. Rebelia w Babilonie
16. Tribute to Pereoczko (dedicated to Janosik)
17. Wizja Preisnera
18. Wszystkie moje dziewczyny wyszły już za mąż
19. Pieśń o smutnym Rumunie
20. Contemporary Klezmer - dance version
Dlaczego co śpiewałem to się nie nagrało? (zawartość ukryta)

## Skład
- Jerzy Mazzoll - klarnet, klarnet basowy, wokal, harmonijka ustna
- Kazik Staszewski - wokal, saksofon altowy, samplery
- Janusz Zdunek - trąbka, lutnia
- Sławomir Janicki - kontrabas, saksofon sopr., wokal
- Jacek Majewski - instr. perkusyjne, klarnet, wokal
- Tomasz Gwinciński - perkusja
- Andrzej Przybielski – flugelhorn, skrecze
- Hania Janicka - wokal w "Canadians in Heaven"